# Victoria Provincial Park
Victoria Provincial Park är en park i Kanada.   Den ligger i provinsen Prince Edward Island, i den östra delen av landet, 900 km öster om huvudstaden Ottawa.
Terrängen runt Victoria Provincial Park är platt. Havet är nära Victoria Provincial Park söderut. Trakten är glest befolkad. Närmaste större samhälle är Borden-Carleton, 15,5 km väster om Victoria Provincial Park. 